# 1976. – 1986.
1976. – 1986. je kompilacijski album pulskog rock sastava Atomsko sklonište koji izašao 1995.

## Popis pjesama
1. Pomorac sam majko (3:07)
2. Ne cvikaj generacijo (6:27)
3. Umro je najveći mrav (4:12)
4. Pakleni vozači (3:15)
5. Djevojka broj 8 (3:20)
6. Bez kaputa (3:27)
7. U vremenu horoskopa (3:52)
8. Da li je dozvoljeno razgledavanje vašeg vrta (4:27)
9. Extrauterina (3:28)
10. Dok se tijelo tvoje vidi (3:45)
11. Olujni mornar (3:54)
12. Treba imat dušu (4:08)
13. Rahela	(4:12)
14. Johnny	(3:30)
15. Žuti kišobran (2:36)
16. Kraljica cigana (4:02)
17. Mutna rijeka (6:00)
18. Ljubomora (4:26)